# Beta-alanin
 Denne artikel bør gennemlæses af en person med fagkendskab for at sikre den faglige korrekthed.

β-Alanin eller beta-alanin er en modificeret udgave af aminosyren alanin. β-alanin er en ikke-essentiel aminosyre, som ikke indgår i kroppens biosyntese af proteiner og enzymer. Den er ikke essentiel, fordi menneskets leverceller er i stand til selv at syntetisere β-alanin. Man får dog en vis mængde β-alanin igennem kosten. Specielt kød indeholder store mængder β-alanin.

## Effekten afβ-alanin
Sammen med den essentielle aminosyre histidin indgår β-alanin i dipeptidet carnosin. Carnosin er et stof, som er i stand til at regulere pH i blodet eller i cellerne. Carnosin kaldes derfor en buffer. Carnosin findes i meget høj koncentration i skeletmuskulaturen. Specielt type II muskelfibrene har en meget høj koncentration af carnosin, da disse muskelfibre står for det man kalder anaerobt muskelarbejde, hvor der ophobes store mængder mælkesyre, hvilket stiller større krav til bufferkapaciteten.
Når man anvender β-alanin som kosttilskud, øger man koncentrationen af carnosin i muskelcellerne, og man opnår derved en præstationsfremmende effekt. Den præstationsfremmende effekt ved β-alanin er veldokumenteret[kilde mangler]. Der findes undersøgelser, som dokumenterer at koncentrationen af carnosin stiger med helt op til 80 %, når man supplerer med β-alanin i 10 uger.

## Bivirkninger vedβ-alanin
Da β-alanin er et relativt nyt kosttilskud, de langsigtede virkninger kendes ikke. Den mest almindelige kortsigtede bivirkning ved β-alanin er en prikkende eller stikkende fornemmelse i huden (paræstesi), samt en rødmen, som normalt aftager efter et par timer. Den prikkende fornemmelse kan dog minimeres eller helt elimineres, hvis man deler dagsdosis ud på mindre doser. 
Derudover kan man nu få β-alanin-tabletter som giver en langsommere frigørelse af β-alanin. Hvor man ved indtagelse af 800 mg β-alanin på engang typisk får den prikkende fornemmelse i huden, så kan man ved indtagelse af tabletterne indtage helt op imod 1,6 gram ad gangen uden at opleve bivirkninger. 
Der findes også to undersøgelser, hvor man har undersøgt om hvorvidt β-alanin har en negativ indvirkning på diverse blodværdier, og i begge forsøg fandt man ingen grund til bekymring, hvilket tyder på at de kortsigtede bivirkninger ved β-alanin er harmløse.

## Dosering afβ-alanin
Den optimale doseringsprotokol for β-alanin er endnu ukendt, da det stadigvæk er et relativt nyt kosttilskud. De fleste undersøgelser på området har dog arbejdet med doseringer på mellem 3 og 6,4 gram dagligt, fordelt på doser af 800-1000 mg, i minimum 4 uger.